# The Duke of Chimney Butte
The Duke of Chimney Butte er en amerikansk stumfilm fra 1921 af Frank Borzage.

## Medvirkende
- Fred Stone som Jeremeah Lambert
- Vola Vale som Vesta Philbrook
- Josie Sedgwick som Grace Kerr
- Chick Morrison som Kerr
- Buck Connors som Taters
- Harry Dunkinson som Jedlick